# 1950 az irodalomban
Az 1950. év az irodalomban.

## Megjelent új művek

### Próza
- Georges Arnaud francia író és politikus regénye: Le Salaire de la peur (A félelem bére, magyar kiadás 1960)
- Isaac Asimov:
  - Én, a robot (I, Robot), (novelláskötet)
  - Kavics az égben (Pebble in the Sky)
- Heinrich Böll: Wanderer, kommst du nach Spa…(Vándor, vidd hírül a spá…)
- Ray Bradbury regénye: Marsbéli krónikák (The Martian Chronicles)
- Agatha Christie: Gyilkosság meghirdetve (A Murder is Announced)
- Marguerite Duras: Un Barrage contre le Pacifique (Gát a Csendes-óceánon)
- Friedrich Dürrenmatt regénye: Der Richter und sein Henker (A bíró és a hóhér)
- Hans Fallada 1944-ben írt, posztumusz kiadott regénye: Der Trinker
- Ernest Hemingway regénye: Across the River and into the Trees (A folyón át a fák közé)
- Inoue Jaszusi regényei:
  - Kuroi usio (A fekete áramlat)
  - Tógjú (A bikaviadal)
- Jack Kerouac első megjelent regénye: The Town and the City
- Pär Lagerkvist regénye: Barabbas
- Doris Lessing brit írónő első regénye: The Grass Is Singing (A fű dalol)
- Juan Carlos Onetti uruguayi író regénye: La vida breve (Rövid az élet)
- Octavio Paz: El Laberinto de la Soledad (A magány labirintusa), esszé
- Mervyn Peake angol író: Gormenghast
- Jurij Trifonov kisregénye: Студенты (Diákok)
- Boris Vian regénye: L'Herbe rouge (Piros fű)
- Gore Vidal: Dark Green, Bright Red, történelmi regény
- A. E. van Vogt kanadai szerző sci-fi regénye: The Voyage of the Space Beagle (Az Űrfelderítő fedélzetén)

### Költészet
- Pablo Neruda chilei költő versei: Canto General (Teljes ének)
- Giuseppe Ungaretti olasz költő verseskötete: La terra promessa (Az ígéret földje)
- Vítězslav Nezval kötete: Zpěv míru (A béke éneke)

### Dráma
- Arthur Adamov francia író, drámaíró, a modern dráma képviselője:  
  - L’Invasion (Invázió), bemutató
  -  La Grande et la Petite Manœuvre, bemutató
- Jean Anouilh: La répétition ou l’amour puni (A próba, avagy a megbüntetett szerelem), megjelenés és bemutató
- Eugène Ionesco "abszurd" drámája: La Cantatrice chauve (A kopasz énekesnő), megjelenés és bemutató

### Magyar irodalom
- Illyés Gyula megírja nagy költeményét: Egy mondat a zsarnokságról, mely csak 1956-ban, az Irodalmi Újság novemberi 2. számában jelenik meg
- Juhász Ferenc két kötete: Sántha család és Apám
- Déry Tibor regénye: Felelet. A gyermekkor felelete (folytatása, Az ifjúkor felelete két évvel később jelenik meg)

## Születések
- január 9. – Gisbert Haefs német író, műfordító
- január 29.– Vámos Miklós író, forgatókönyvíró, dramaturg
- február 5. – Varga Imre költő, műfordító, szerkesztő
- február 11. – Mauri Kunnas finn grafikus, képregényíró és gyerekkönyvíró
- április 14. – Esterházy Péter magyar író, publicista († 2016)
- június 18.– Szilágyi Ákos költő, esztéta, műfordító
- október 6. – David Brin amerikai író, sci-fi regények szerzője
- október 10. – Nora Roberts amerikai írónő
- november 11.– Mircea Dinescu román költő
- december 4. – Rakovszky Zsuzsa író, költő, műfordító

## Halálozások
- január 21. – George Orwell angol író, kritikus, az 1984 című regény szerzője (* 1903)
- február 27. – Ivan Goll elzászi származású német-francia költő, az expresszionista és a szürrealista stílus követője (* 1891)
- március 5. – Edgar Lee Masters amerikai költő, életrajzíró és drámaíró (* 1868)
- március 11. – Heinrich Mann német író (* 1871)
- március 19. – Edgar Rice Burroughs amerikai ponyvaíró, aki elsősorban Tarzan-regényeivel lett világhírű (* 1875)
- június 6. – Bánffy Miklós író, grafikus, színpadi rendező, politikus (* 1873)
- augusztus 8. – Schöpflin Aladár magyar műkritikus, irodalomtörténész, író, műfordító (* 1872)
- augusztus 27. – Cesare Pavese olasz költő, író, kritikus, műfordító (* 1908)
- november 2. – George Bernard Shaw Nobel-díjas (1925) ír drámaíró (* 1856)
- november 25. – Johannes Vilhelm Jensen Nobel-díjas (1944) dán író (* 1873)